# باشگاه فوتبال نورک ماراش
باشگاه فوتبال نورک ماراش (ارمنی: Ֆուտբոլային Ակումբ „Նորք Մարաշ“ Երևան انگلیسی: Nork Marash FC) یک باشگاه فوتبال در شهر ایروان و در کشور ارمنستان می‌باشد که در لیگ برتر فوتبال ارمنستان بازی می‌کند. 

## تاریخچه
این باشگاه در سال ۲۰۰۲ میلادی تأسیس و در همان سال در لیگ دسته اول فوتبال ارمنستان شرکت نمود اما پس از هفته بیست و ششم لیگ دسته اول فصل ۲۰۰۴ میلادی منحل شد و در حال حاضر در سطح فوتبال حرفه‌ای فعالیتی ندارد.

## آمار لیگ
| ارمنستان (۲۰۰۲ – ۲۰۰۴) |              |     |      |     |       |      |        |          |      |        |      |
| فصل                    | دسته         | سطح | بازی | برد | تساوی | باخت | گل زده | گل خورده | +/-  | امتیاز | مکان |
| ۲۰۰۲                   | لیگ دسته اول | ۲   | ۳۰   | ۵   | ۴     | ۲۱   | ۲۶     | ۹۹       | -۷۳  | ۱۹     | 12.  |
| ۲۰۰۳                   | لیگ دسته اول | ۲   | ۲۲   | ۳   | ۳     | ۱۶   | ۲۳     | ۶۴       | -۴۱  | ۱۲     | 11.  |
| ۲۰۰۴                   | لیگ دسته اول | ۲   | ۳۰   | ۲   | ۰     | ۲۸   | ۷      | ۱۱۷      | -۱۱۰ | ۳      | 16.  |